# Vers (Saône-et-Loire)
Vers ist eine französische Gemeinde mit 234 Einwohnern (Stand 1. Januar 2022) im Département Saône-et-Loire in der Region Bourgogne-Franche-Comté (vor 2016 Bourgogne); sie gehört zum Arrondissement Chalon-sur-Saône und ist Teil des Kantons Tournus (bis 2015 Sennecey-le-Grand).

## Geografie
Vers liegt etwa 19 Kilometer südlich von Chalon-sur-Saône. Im Südosten durchquert das Flüsschen Natouze das Gemeindegebiet. Umgeben wird Vers von den Nachbargemeinden Jugy im Norden, Boyer im Osten und Nordosten, Tournus im Südosten, Mancey im Süden, Étrigny im Westen sowie Nanton im Nordwesten.

## Bevölkerungsentwicklung
| Jahr                      | 1962 | 1968 | 1975 | 1982 | 1990 | 1999 | 2006 | 2011 | 2016 |
| Einwohner                 | 113  | 112  | 101  | 125  | 160  | 156  | 181  | 207  | 232  |
| Quelle: Cassini und INSEE |      |      |      |      |      |      |      |      |      |

## Sehenswürdigkeiten
- Kirche Saint-Félix, Monument historique